# Jimmy Quinn (északír labdarúgó)
James Martin Quinn (Belfast, 1959. november 18.  – ) északír válogatott labdarúgó, csatár és edző.

## Pályafutása

### Klubcsapatban
Pályafutását alacsonyabb osztályú csapatoknál kezdte. 1977 és 1978 között a Whitchurch Alport, 1978 és 1980 között a Congleton Town, 1980 és 1981 között a walesi Oswestry Town játékosa volt. 1981-től 1984-ig a Swindon Town csapatát erősítette. 1984 és 1986 között a Blackburn Rovers labdarúgója volt. 1986 és 1988 között a Swindon Town színeiben 64 mérkőzésen 30 alkalommal volt eredményes. 1988 és 1989 között a Leicester Cityben, 1989-ben a Bradford Cityben játszott. 1989-től 1991-ig a West Ham United játékosa volt. Az 1991–92-es szezonban a Bournemouth együttesében szerepelt. 1992-től 1997-ig a Reading csatára volt, melynek tagjaként 182 mérkőzésen 71 gólt szerzett. 1997 és 1999 között a Peterborough United csapatában játszott. Később szerepelt még a Swindon Town (1999–00), a Hereford United (2000), a Highworth Town (2000–01), a Hayes (2001), a Northwich Victoria (2001–03), a Shrewsbury Town (2003–04) és a Nantwich Town (2005–06) csapatában.

### A válogatottban
1985 és 1996 között 46 alkalommal szerepelt az északír válogatottban és 12 gólt szerzett. Részt vett az 1986-os világbajnokságon.